# Saldo disponibile
Il saldo disponibile è la somma disponibile sul conto corrente del cliente e tiene conto di operazioni con valuta non ancora maturata ma già presente in conto, di compera/vendita di titoli, di importi prenotati (evidenze) ma non ancora contabilizzati e di fidi o di presentazioni su fidi concessi.
Il saldo liquido è il saldo che si ottiene sommando algebricamente tutte le operazioni che hanno valuta matura ad una certa data.